# Chó Malta

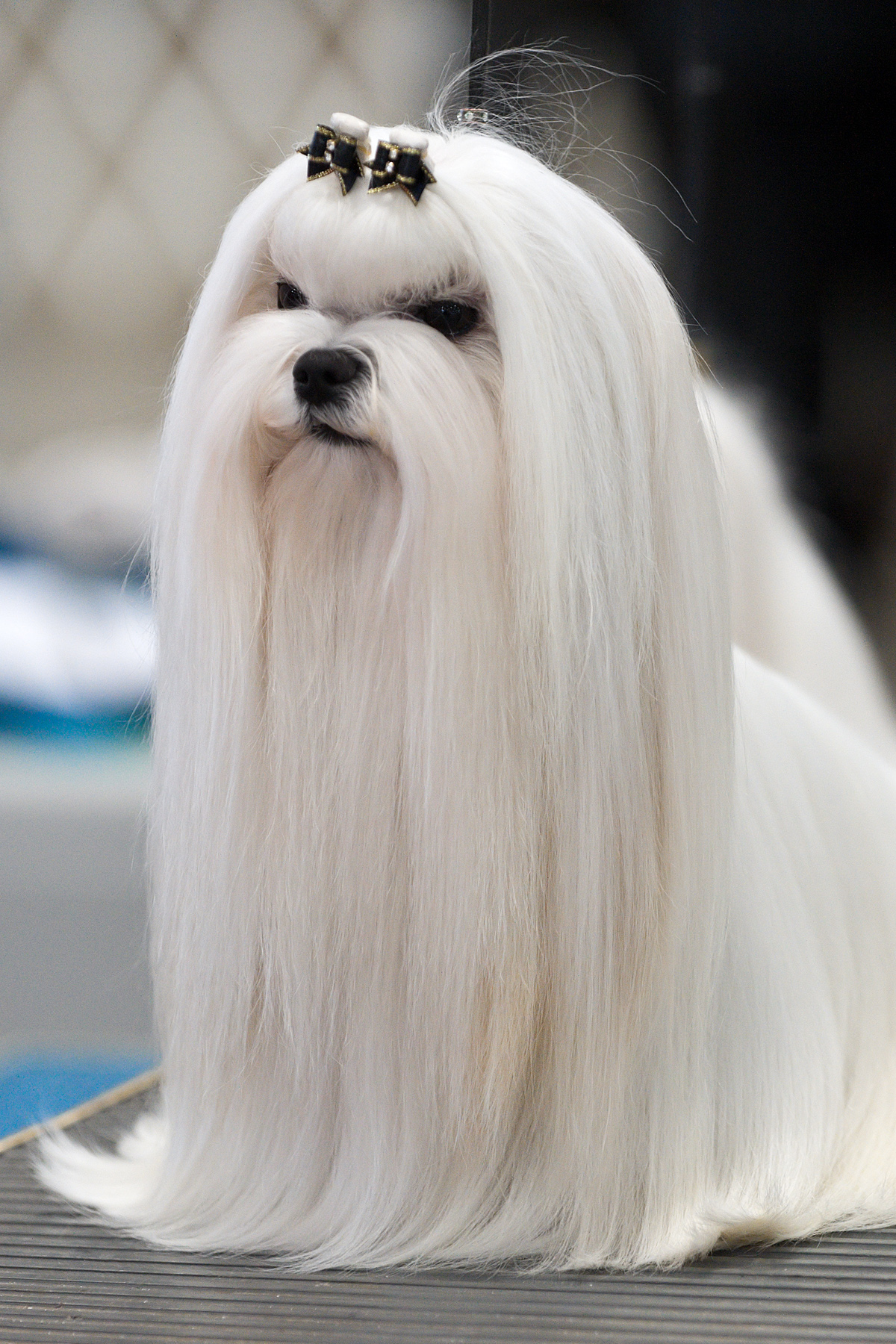
Một con chó Malta

Chó Malta (Maltese), hay còn được gọi ngắn gọn là chó Mal là một giống chó cỡ nhỏ có nguồn gốc từ quốc đảo Malta ở Địa Trung Hải. Chó Malta nổi bật và được yêu thích làm chó kiểng bởi bộ lông trắng dài. Chúng là một trong những giống chó cổ xưa nhất của các giống chó Toy (các giống chó có chiều cao dưới 25cm), chúng xuất hiện từ lâu tại quốc đảo Malta ở Địa Trung Hải.

## Lịch sử
Chó Malta xuất thân là giống chó lao động, cực kỳ hoạt bát, nhanh nhẹn và thân thiện trái với vẻ ngoài của một giống chó quý tộc, kiêu sa. Chúng có giữ một vai trò trong các nền văn minh Ai Cập, Hy Lạp, La Mã. Chó Malta phát triển quanh khu vực Địa Trung Hải cho đến thế kỷ 15, khi chúng tìm được vị trí trong giới quý tộc Pháp.
Sau đó đến quốc đảo Anh vào thế kỷ 16 dưới thời vua Henry VIII, và trở thành giống chó yêu thích của quý tộc Anh và nhiều Nữ hoàng. Đến thế kỷ 17–18, chó Malta đã gần như tuyệt chủng do các nhà lai tạo cố gắng làm vừa lòng giới quý tộc bằng cách lai tạo cho giống chó nhỏ hơn, chỉ bằng kích thước con sóc. Sự lai tạo này đã làm mất đi nguồn gen tinh khiết và khiến Chó Malta gần như biến mất. Sau nhiều nỗ lực khôi phục giống và bảo tồn, Chó Malta dần hồi phục vào giữa thế kỷ 18, và phát triển bùng nổ vào thế kỷ 20 trên đất Mỹ. 

## Đặc điểm

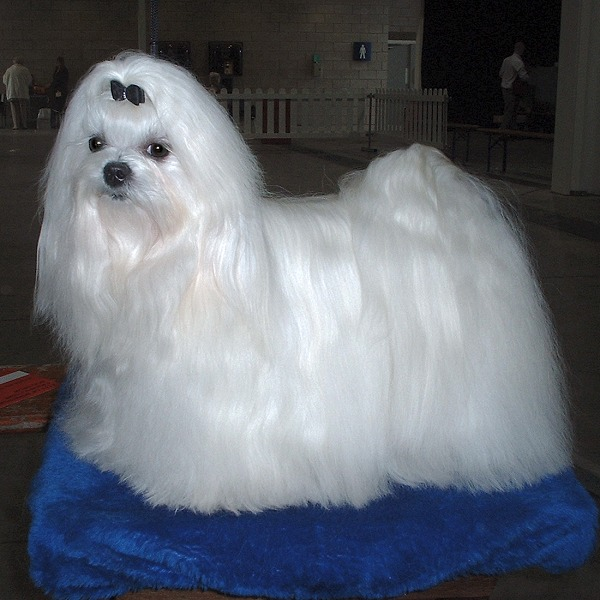
Tổng thể một con Malta

Chó Malta có kích thước nhỏ, chỉ cao dưới 25cm, nặng phổ biến từ 2–3kg và được xếp vào các giống chó đồ chơi (Toy), có những con Chó Malta siêu nhỏ, được gọi là Tecup Maltese, chỉ cao dưới 15cm và nặng dưới 1,5kg. Mal cũng có cái đầu và khuôn mặt rất đáng yêu. Đầu hơn tròn, mũi đen to vừa phải, mắt có màu tối, miệng nhỏ, tai dài, nhiều lông và luôn buông thõng. Thân hình Mal cân đối, chân thẳng, nhỏ nhắn và dài, tuy nhiên do bộ lông quá dày nên chân chúng trông ngắn và rất mập mạp.
Teacup Malta được yêu thích và có giá cao, tuy nhiên chúng có khả năng cao bị mắc các bệnh về tiêu hóa, di truyền hoặc các vấn để sức khỏe nghiêm trọng khác. Vì đa phần các con Malta chỉ cao dưới 20cm và nặng khoảng 2,5kg khi trưởng thành vì vậy không nên nuôi trong các gia đình có trẻ nhỏ dưới 5 tuổi vì dễ gây ra các chấn thương nghiêm trọng. Những con chó Malta siêu nhỏ, kích thước tiny hoặc teacup (cao dưới 15cm) thường rất dễ bị trấn thương, không để các em chơi ở những nơi cao như trên giường hoặc trên bàn ghế, việc ngã từ trên giường xuống xuống cũng có thể khiến chúng bị gãy xương.
Chó Malta nổi tiếng là giống chó tao nhã quý tộc với bộ lông dài, dày, mềm, mịn, mượt và trắng xóa như tuyết. Chó Malta là giống chó ôn đới, chúng thích nghi rất tốt với khí hậu lạnh do có bộ lông dài, dày và ấm. Nhiều thế kỷ trước, lông chó Malta có có nhiều màu khác như vàng, vàng pha nâu, kem tuy nhiên trong quá trình phổ biến ra thế giới, các nhà lai tạo đã chỉ chọn những chú chó Mal có bộ lông dài quý tộc để đem nhân giống, nhằm tạo ra các thế hệ Maltese lông trắng khác. Bên cạnh bộ lông trắng, Đuôi dài phủ lông xù rất duyên dáng.
Các màu lông khác dần dần bị loại bỏ và hầu như biến mất và thế kỷ 20. Hiện cũng có những con đen trắng (trắng toàn thân và đen ở tai, một chút trên mặt hoặc thân), tuy nhiên màu này không được chuộng và cũng không phổ biến. Maltese đen hoàn toàn hoặc có màu đen chủ đạo không được coi là thuần chủng. Chăm sóc lông cho Malta là công việc vất vả nhất. Người ta yêu Malta vì bộ lông trắng tuyết quý tộc, tuy nhiên chăm sóc bộ lông quý tộc vất vả. Lông chúng trắng nên dễ bị bẩn, đặc biệt là khi chúng lại là giống chó thích chạy nhảy.

## Tập tính

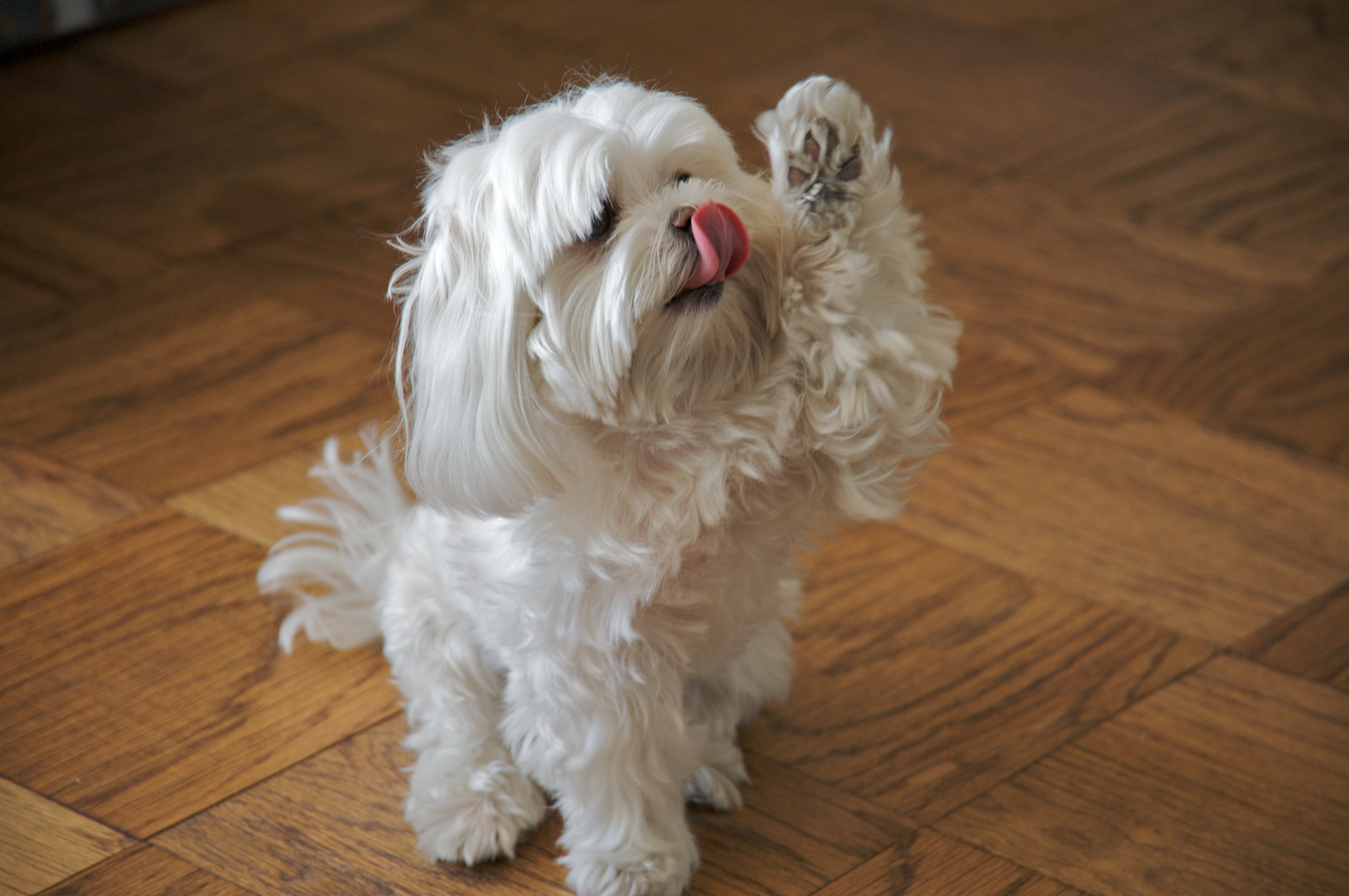
Một con Malta dễ thương

Hầu hết những chú chó Mal hay quấy chủ là do chủ của chúng đã quá nuông chiều, không dạy dỗ chúng một cách cứng rắn khiến chúng mắc hội chứng chó nhỏ (hội chứng của những chú chó Toy cho rằng mình mới thực sự là chủ nhân). Mal thông minh, biết nghe lời và dễ huấn luyện trong việc giao tiếp xã hội hoặc các quy tắc trong nhà. Chúng cũng rất ngoan hiên, thân thiện, dễ gần tuy nhiên có thể thể hơi khó tính trong việc ăn uống. Malta là giống chó ưa hoạt động, chúng thích chạy nhảy và vận động nhiều. Malta không hay chảy nước mắt nhưng bạn vẫn cần lau mặt cho chúng hàng ngày để tránh phần lông dưới mắt bị bết vàng ố. 